# Canarium harveyi
Canarium harveyi là một loài thực vật có hoa trong họ Burseraceae. Loài này được Seem. mô tả khoa học đầu tiên năm 1865.